# Piper hydrolapathum
Piper hydrolapathum är en pepparväxtart som beskrevs av C. Dc.. Piper hydrolapathum ingår i släktet Piper och familjen pepparväxter. Inga underarter finns listade i Catalogue of Life.